# FAI Cup 2019
La FAI Cup 2019, denominata FAI Irish Daily Mail Senior Cup per ragioni di sponsorizzazione, è stata la 96ª edizione della competizione. Il torneo è iniziato il 20 aprile e si è concluso il 3 novembre 2019. Il Dundalk era la squadra campione in carica. Lo Shamrock Rovers ha conquistato il trofeo per la venticinquesima volta nella sua storia.

## Formula del torneo
| Turno             | Numero di incontri | Squadre | Entrano a questo turno                                                             | Date               |
| ----------------- | ------------------ | ------- | ---------------------------------------------------------------------------------- | ------------------ |
| Turno preliminare | 8                  | 40 → 32 | 16 squadre di Leinster Senior League, Munster Senior League e Ulster Senior League | 20 aprile 2019     |
| Primo turno       | 16                 | 32 → 16 | 20 squadre di League of Ireland 4 squadre di Leinster Senior League                | 9/11 agosto 2019   |
| Secondo turno     | 8                  | 16 → 8  | -                                                                                  | 23/25 agosto 2019  |
| Quarti di finale  | 4                  | 8 → 4   | –                                                                                  | 6/9 settembre 2019 |
| Semifinali        | 2                  | 4 → 2   | –                                                                                  | 29 settembre 2019  |
| Finale            | 1                  | 2 → 1   | –                                                                                  | 3 novembre 2019    |

## Turno preliminare
| Squadra 1           | Risultato       | Squadra 2         |
| ------------------- | --------------- | ----------------- |
| 19 aprile 2019      |                 |                   |
| Maynooth University | 5 – 1           | Rockmount         |
| St Mochtas          | 0 – 1           | Collinstown       |
| 20 aprile 2019      |                 |                   |
| Glebe North         | 2 – 1           | Midleton          |
| Newtown Rangers     | 3 – 4 (dts)     | Avondale United   |
| UCC                 | 0 – 2           | Malahide United   |
| 21 aprile 2019      |                 |                   |
| Glengad United      | 1 – 1 (5-4 dtr) | Home Farm         |
| 25 maggio 2019      |                 |                   |
| St Michael's        | 1 – 0           | Regional United   |
| 26 maggio 2019      |                 |                   |
| Lucan United        | 3 – 1 (dts)     | Aisling Annacotty |

## Primo turno
| Squadra 1           | Risultato       | Squadra 2             |
| ------------------- | --------------- | --------------------- |
| 9 agosto 2019       |                 |                       |
| Cobh Wanderers      | 0 – 1           | Limerick              |
| Bohemians           | 3 – 2           | Shelbourne            |
| Cabinteely          | 2 – 2 (4-5 dtr) | Cork City             |
| Derry City          | 1 – 0           | Wexford Youths        |
| Drogheda Utd        | 2 – 1           | Avondale United       |
| Glebe North         | 0 – 8           | Sligo Rovers          |
| St Patrick's        | 2 – 1           | Bray Wanderers        |
| Shamrock Rovers     | 1 – 0           | Finn Harps            |
| 10 agosto 2019      |                 |                       |
| St Michael's        | 0 – 0 (8-9 dtr) | Glengad United        |
| Crumlin United      | 3 – 1           | Malahide United       |
| Cobh Ramblers       | 0 – 1           | Dundalk               |
| 11 agosto 2019      |                 |                       |
| Lucan United        | 2 – 1           | Killester Donnycarney |
| Collinstown         | 1 – 2           | Galway Utd            |
| UCD                 | 5 – 2           | Letterkenny Rovers    |
| Maynooth University | 0 – 2           | Waterford             |
| 13 agosto 2019      |                 |                       |
| Longford Town       | 3 – 1           | Athlone Town          |

## Secondo turno
| Squadra 1       | Risultato       | Squadra 2     |
| --------------- | --------------- | ------------- |
| 23 agosto 2019  |                 |               |
| Bohemians       | 1 – 1 (5-4 dtr) | Longford Town |
| Derry City      | 2 – 3 (dts)     | Dundalk       |
| Galway Utd      | 1 – 0           | Cork City     |
| UCD             | 3 – 1           | St Patrick's  |
| Shamrock Rovers | 4 – 0           | Drogheda Utd  |
| 24 agosto 2019  |                 |               |
| Glengad United  | 0 – 2           | Waterford     |
| Sligo Rovers    | 6 – 2           | Limerick      |
| 25 agosto 2019  |                 |               |
| Crumlin United  | 3 – 1           | Lucan United  |

## Quarti di finale
| Squadra 1         | Risultato | Squadra 2       |
| ----------------- | --------- | --------------- |
| 6 settembre 2019  |           |                 |
| Galway Utd        | 1 – 2     | Shamrock Rovers |
| 7 settembre 2019  |           |                 |
| Sligo Rovers      | 4 – 0     | UCD             |
| 9 settembre 2019  |           |                 |
| Waterford         | 1 – 3     | Dundalk         |
| 16 settembre 2019 |           |                 |
| Crumlin United    | 0 – 2     | Bohemians       |

## Semifinali
| Squadra 1         | Risultato | Squadra 2       |
| ----------------- | --------- | --------------- |
| 27 settembre 2019 |           |                 |
| Bohemians         | 0 – 2     | Shamrock Rovers |
| 29 settembre 2019 |           |                 |
| Sligo Rovers      | 0 – 1     | Dundalk         |

## Finale
| Arbitro: | Tomney |

|                             |                      |                             |
| Duffy 90+3’                 | Marcatori            | 90’ (rig.) McEneff          |
| McGrath Duffy Cleary Flores | Tiri di rigore 2 – 4 | Byrne O'Brien Bolger O'Neil |